# Szweykowskia cucullifolia
Szweykowskia cucullifolia là một loài rêu tản trong họ Plagiochilaceae. Loài này được (J.B. Jack & Stephani) Gradst. & Reiner, Maria Elena miêu tả khoa học lần đầu tiên năm 1995.